# Ecocidade
A ecocidade ou cidade sustentável é um conjunto urbano que compartilha de um espaço de vida em comum e adota conscientemente o projeto de transformar a cidade numa grande casa (do grego oikos, moradia) solidária, na qual tudo será organizado e realizado para o fim de diminuir o impacto sobre o meio ambiente.
Uma conferência eletrônica sobre o desenvolvimento de Ecocidades aconteceu de fevereiro a junho de 2003 via internet, como uma atividade que facilitou aos participantes da 5ª Conferência sobre Ecocidades, previamente concluída em Shenzhen, China, em agosto de 2002, continuarem a trocar ideias e experiências. Também possibilitou, às pessoas que não puderam comparecer à conferência, participarem, pela internet, das discussões dos documentos que foram apresentados, e poderem apresentar seus próprios trabalhos. Um dos objetivos dessa conferência virtual foi promover o trabalho em rede e a cooperação sobre desenvolvimento de Ecocidades com os seus organizadores. Todos os resumos e documentos apresentados na 5ª Conferência estão disponíveis no site da Universidade das Nações Unidas referido abaixo.
Num trabalho titulado "ECOCIDADES - Esboço de ideias-sementes para um Projeto de Desenvolvimento Urbano Integral", o ativista brasileiro Marcos Arruda afirmou que na EcoCidade, a crescente personalização ocorre simultaneamente à crescente socialização, que consiste na partilha consciente dos bens e recursos disponíveis a fim de aumentar o bem-viver de cada um e de todos: "Ambos estes processos se situam no contexto da integração harmônica e durável com o ecossistema em que vive cada cidadão e a sociedade como um todo".

## Visão dos componentes para criação e transformação de nossas cidades em ambientes sustentáveis

### Energia
- Aquecedores solares - aquecimento de água sustentável abolindo o chuveiro elétrico.
- Biodigestor - saneamento, produção de energia e adubo descentralizados - solução para poluição e doenças em áreas pobres (favelas, ocupações de margens de represas).
- Conversão de eletricidade em hidrogênio (fora do horário de pico) e de hidrogênio em eletricidade (no horário de pico) - nas hidroelétricas e nos grandes consumidores, melhorando o retorno sobre o investimento) e diminuindo o impacto ambiental da hidroeletricidade.
- Coleta e utilização de água de chuva e reutilização de águas servidas (águas tratadas) - redução de enchentes e melhor aproveitamento dos recursos hídricos. Resultando em uma "Cidade Resiliente".

### Áreas verdes
- Cobertura de prédio e telhado verde - um jardim cobrindo o cimento da cidade.
- "Matas Ciliares" para avenidas, ruas e estradas - cada "rio de cimento" equilibrado por árvores em suas laterais e canteiros centrais.
- Implementação da agricultura urbana em terrenos ociosos, cobertura de edifícios, escolas, postos de saúde e praças públicas.
- Compostagem de materiais orgânicos, gerando adubo e reciclagem de outros materiais - resíduos torna-se insumo com valor econômico.

### Mobilidade
- Sistema integrado de transporte terrestre - Metrô / corredores de ônibus alimentadores / micro-ônibus alimentadores dos corredores / estacionamentos de automóveis integrados / ciclovias.
- Hidrovias (exemplo em São Paulo: Hidrovias nos rios Tietê e Pinheiros) - lazer e transporte urbano (redução dos gargalos do trânsito).
- Cabotagem e ferrovias - transporte de mercadorias em longas distâncias através de cabotagem, para as cidades litorâneas e através de ferrovias, para as cidades distantes do litoral
- Biocombustível para veículos - redução do fator que é o maior emissor de CO2, contribuindo para o aquecimento global.

### Social
- Empoderamento da sociedade civil, via exigência de alteração de códigos de construção e outras leis e no financiamento e construção voluntária destes projetos nas áreas pobres de cada bairro da cidade.